# Hillgroven
Hillgroven là một đô thị thuộc huyện Dithmarschen, trong bang Schleswig-Holstein, nước Đức. Đô thị Hillgroven có diện tích 3,6 km², dân số thời điểm 31 tháng 12 năm 2006 là 83 người.